# 篠原悠希
篠原 悠希（しのはら ゆうき、1966年 - ）は、日本の小説家、ファンタジー作家。女性。

## 経歴・人物
島根県松江市出身。ニュージーランド在住。神田外語学院卒業。プログラマー、介護職などを経る。2013年、「天涯の果て 波濤の彼方をゆく翼」で第4回野性時代フロンティア文学賞を受賞する（選考委員 : 池上永一、山本文緒）。同作を改題・改稿した『天涯の楽土』で小説家デビューを果たす。2014年、『天涯の楽土』が第3回歴史時代作家クラブ賞新人賞で候補作に選ばれる。

## 作品リスト

### 〈天涯の楽土〉シリーズ
- 天涯の楽土（2013年8月 角川書店 / 2020年2月 角川文庫）
- 蒼天の王土（2020年7月 角川書店 / 2023年3月 角川文庫）

### 〈座敷わらしとシェアハウス〉シリーズ
- 座敷わらしとシェアハウス（2015年11月 角川文庫）
- 座敷わらしとシェアハウス2 冬来たりなば（2016年3月 角川文庫）

### 〈金椛国春秋〉シリーズ
- 後宮に星は宿る 金椛国春秋（2016年12月 角川文庫）
- 後宮に月は満ちる 金椛国春秋（2017年6月 角川文庫）
- 後宮に日輪は蝕す 金椛国春秋（2017年11月 角川文庫）
- 幻宮は漠野に誘う 金椛国春秋（2018年4月 角川文庫）
- 青春は探花を志す 金椛国春秋（2018年9月 角川文庫）
- 湖宮は黄砂に微睡む 金椛国春秋（2019年2月 角川文庫）
- 妖星は闇に瞬く 金椛国春秋（2019年7月 角川文庫）
- 鳳は北天に舞う 金椛国春秋（2020年1月 角川文庫）
- 臥竜は漠北に起つ 金椛国春秋（2020年9月 角川文庫）
- 比翼は万里を翔る 金椛国春秋（2021年2月 角川文庫）
- 月下氷人 金椛国春秋外伝（2021年9月 角川文庫）
- 白雲去来 金椛国春秋外伝（2022年8月 角川文庫）

### 〈親王殿下のパティシエール〉シリーズ
- 親王殿下のパティシエール（2019年12月 ハルキ文庫）
- 親王殿下のパティシエール2 最強の皇女（2020年4月 ハルキ文庫）
- 親王殿下のパティシエール3 紫禁城のフランス人（2020年11月 ハルキ文庫）
- 親王殿下のパティシエール4 慶貝勒府の満漢全席（2021年5月 ハルキ文庫）
- 親王殿下のパティシエール5 皇帝陛下とお菓子の宮殿（2021年10月 ハルキ文庫）
- 親王殿下のパティシエール6 大英帝国の全権大使（2022年6月 ハルキ文庫）
- 親王殿下のパティシエール7（2023年3月 ハルキ文庫）

### 〈霊獣紀〉シリーズ
- 霊獣紀 獲麟の書（上）（2021年11月 講談社文庫）
- 霊獣紀 獲麟の書（下）（2021年12月 講談社文庫）
- 霊獣紀 蛟龍の書（上）（2023年1月 講談社文庫）
- 霊獣紀 蛟龍の書（下）（2023年2月 講談社文庫）

### 単発作品
- 狩猟家族（2016年3月 光文社）
- マッサゲタイの戦女王（2020年11月 光文社）

### 雑誌掲載
- お菓子の神様（『小説 野性時代』2014年10月号）